# Proiecționist
Proiecționist, este persoana specializată care lucrează în cabina de proiecție, ocupându-se cu manipularea și exploatare echpamentului de proiecție în vederea realizării spectacolului cinematografic.
Proiecționistul este cel care primește copia de film de la distribuitor, o introduce în cabina de proiecție, o bobinează, o introduce în mecanismul de transport al filmului a aparatului de proiecție și realizează proiecția sa. El este ultimul om care contribuie la punerea în valoare a creației cinematografice.
Mai este cunoscut și sub denumirea de operator sau operator de cinema, probabil denumirea provenind de la faptul că primele proiecții cinematografice erau realizate de cel care le-a filmat.